# Dan Svanell

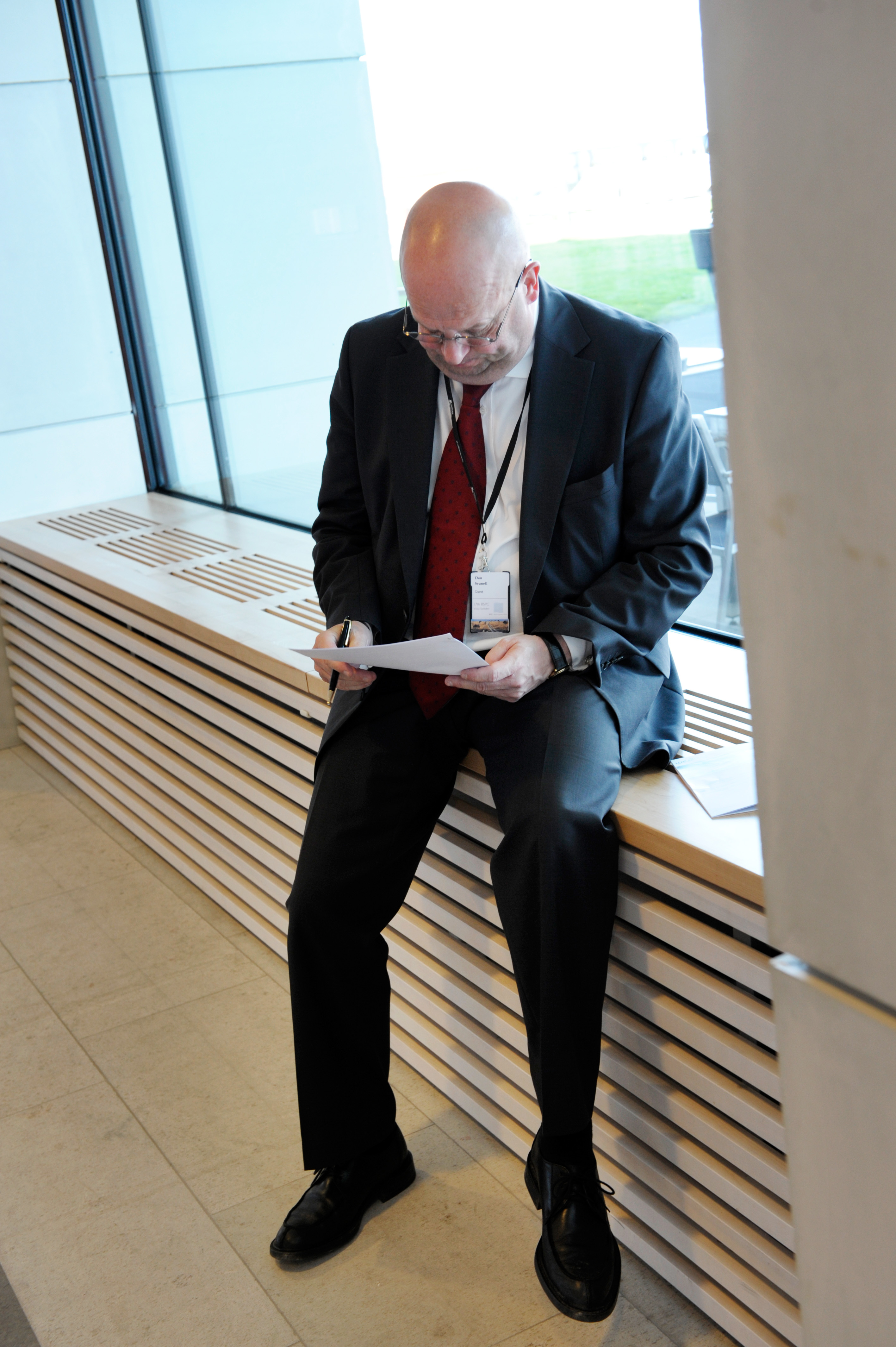
Dan Svanell

Elon Daniel (Dan) Svanell, född 20 juni 1956, är en svensk journalist och PR-konsult. 
Dan Svanell är son till pingstpastorn Elon Svanell och barnbarn till kyrkosångaren Einar Ekberg. Han har varit pressekreterare för bland andra Anna Lindh, Jan Eliasson, Pär Nuder och Leif Pagrotsky. Han arbetade därefter på Gullers Grupp, som rådgivare åt det tysk-ryska bolaget Nord Stream samt på Hallvarsson & Halvarsson. Under 2011 var Svanell presschef för Socialdemokraterna. Från januari 2013 var Svanell anställd på Rikspolisstyrelsens kommunikationsavdelning som pressekreterare och senare som presschef. Från juni 2014 till augusti 2019 var han konsult på Hallvarsson & Halvarsson. Den 12 augusti 2019 tillträdde han tjänsten som kommunikationsdirektör på Statens Fastighetsverk.
Dan Svanell var ordförande i Immanuelskyrkan i Stockholm 2010–2015 och satt i styrelsen för Anna Lindhs Minnesfond 2012–2023. Dan Svanell är far till prästen Carl Henric Svanell som medarbetar i Kyrkans Tidning.